# کوروت-۷
کوروت-۷ یک ستاره است که در صورت فلکی تک‌شاخ قرار دارد.